# Monte Titano
De Monte Titano is de hoogste berg van San Marino, gelegen in de Apennijnen. De berg heeft een hoogte van 749 meter. Monte Titano heeft drie toppen: op elk van deze bergtoppen staat een van de drie torens van San Marino.

## Werelderfgoed
Sinds 2008 staat Monte Titano op de Werelderfgoedlijst van UNESCO, samen met het historische centrum van San Marino. Het comité voerde hiervoor als reden aan dat het een mooie getuigenis is van de continuïteit van een vrije republiek sinds de middeleeuwen. Het erfgoed omvat onder andere de torens, muren, poorten en bastions van de stad.

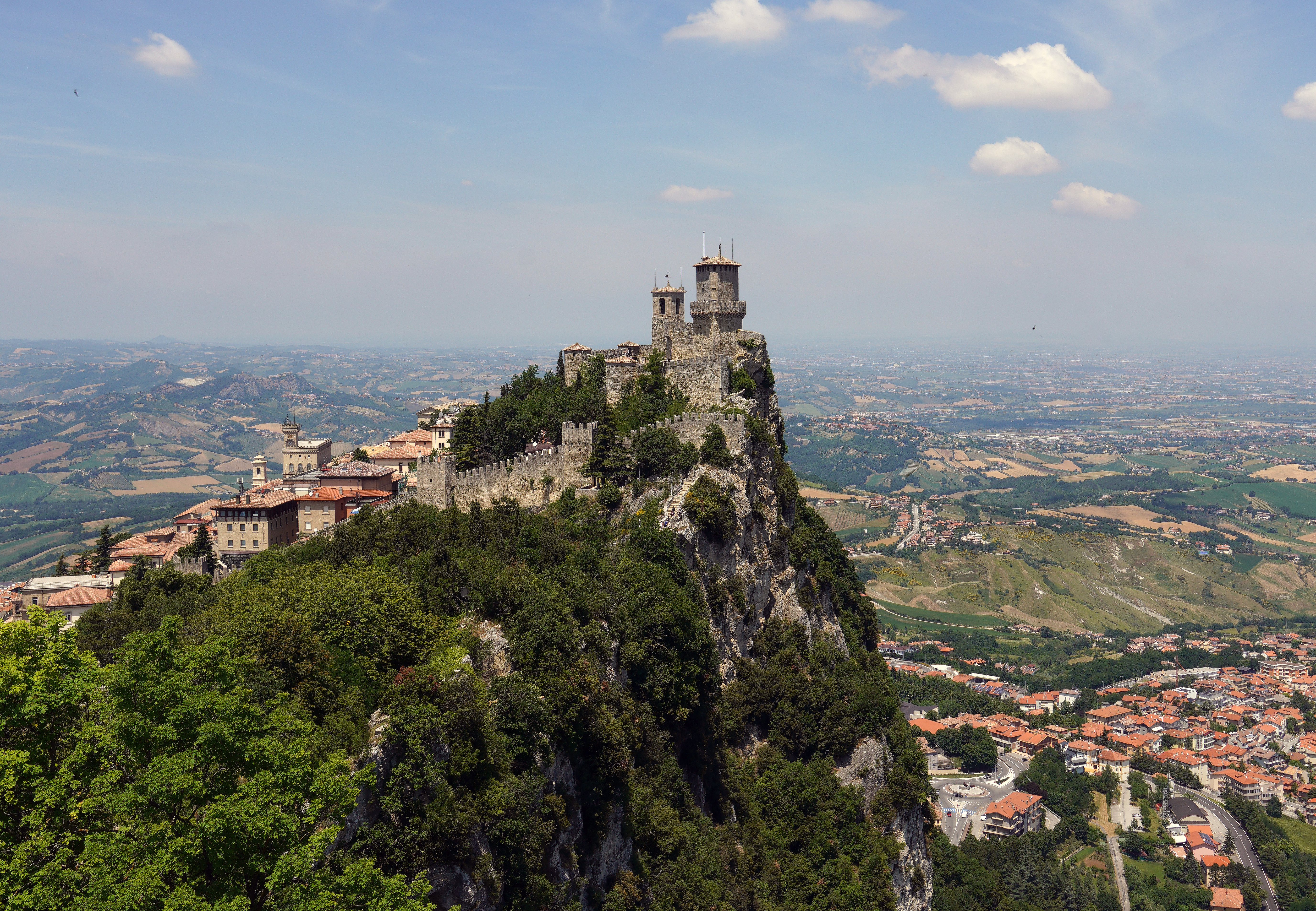
De drie torens op Monte Titano, zoals die ook te zien zijn op het wapen
De nationale vlag van San Marino met het wapen in het midden

- Gemeinsame Normdatei: 4298637-0
- Virtual International Authority File: 246668501